# تپه چشمه پریان
تپه چشمه پریان مربوط به قرون اولیه اسلامی است و در شهرستان خرم‌آباد، بخش پاپی، دهستان سپیددشت، ۱۰۰ متری شرق روستای چشمه پریان واقع شده و این اثر در تاریخ ۸ بهمن ۱۳۸۵ با شمارهٔ ثبت ۱۶۹۹۴ به عنوان یکی از آثار ملی ایران به ثبت رسیده است.